# Sergei Volkov (cosmonauta)
Sergei Aleksandrovich Volkov (em russo:  Сергей Александрович Волков) (Chuhuiv, 1 de abril de 1973) é um ex-cosmonauta russo e o primeiro da segunda geração, filho do ex-cosmonauta soviético Aleksandr Volkov, um veterano de três missões no espaço entre 1985 e 1991.

## Carreira
Após a formatura na academia militar, Volkov serviu na Força Aérea como comandante-assistente de aeronaves, pilotando diversos modelos de aviões militares e civis,  como o Tupolev e o Ilyushin, acumulando um total de 450 horas de voo. Entre 1997 e 1999, ele cumpriu o programa de treinamento espacial, e a partir de janeiro de 2000 passou a fazer parte do grupo de cosmonautas em treinamento permanente para funções na Estação Espacial Internacional (ISS).
Volkov treinou como cosmonauta substituto e engenheiro de voo para as expedições 7 e 11 da ISS, e como comandante de missões Soyuz TMA, subindo ao espaço em 8 de abril de 2008 no comando da nave Soyuz TMA-12 para estadia na ISS como comandante da Expedição 17. Com 35 anos de idade, foi o mais jovem comandante de expedições à ISS até hoje.
Retornou à Terra em 24 de outubro, após 199 dias em órbita, pousando no Casaquistão junto com seu companheiro de missão Oleg Kononenko e o turista espacial norte-americano Richard Garriott, passageiro da Soyuz TMA-13 que passou uma semana na ISS.
A sua segunda missão começou em 7 de junho de 2011, comandando a Soyuz TMA-02M, lançada de Baikonur para uma nova permanência de cerca de seis meses no espaço, como integrante das Expedições  28 e 29 na ISS. A missão voltou à Terra em 22 de novembro de 2011, com a aterrissagem da TMA-02M e seus três tripulantes - Volkov, Michael Fossum e Satoshi Furukawa - nas estepes do Casaquistão, após mais de 200 dias em órbita terrestre.
Foi pela terceira vez ao espaço em 2 de setembro de 2015, no comando da Soyuz TMA-18M, para seis meses de missão na ISS integrando as Expedições 45 e 46; com ele na nave foram lançados dois cosmonautas estreando seus países no espaço, o casaque Aidyn Aimbetov e o dinamarquês Andreas Mogensen. Retornou em 2 de março de 2016, cumprindo um total de 181 dias na ISS, acompanhado dos astronautas Scott Kelly e Mikhail Kornienko, que completavam uma missão de um ano em órbita, como parte de estudos do impacto sobre o corpo humano da longa permanência na falta de gravidade.
Volkov tem um total de quatro caminhadas espaciais, com  23h20min fora da estação, e um total de 547 dias no espaço.

## Ação judicial
Em fevereiro de 2012 o governo russo excluiu o Centro de Treinamento de Cosmonautas Yuri Gagarin da lista de organizações servidas por militares. Todos os oficiais servindo no centro, como pessoal técnico, de apoio e cosmonautas, foram forçados a se retirar do serviço militar e se tornarem funcionários civis recebendo muito menos do que como militares ( o bônus para cosmonautas militares chegava a 55%-120% a mais que os salários nominais). Sergei, tenente-coronel da Força Aérea Russa,  processou o Centro e ganhou a causa, recebendo na Justiça o equivalente a US$40.000 dólares em salário perdido.